# Гедалья бен-Иосиф ибн-Яхья
Гедалья бен-Иосиф ибн-Яхья (ивр. גדליה בן יוסף אבן יחייא‎; род. в Имоле в 1515 г., умер вероятно в Александрии ок. 1587 года) — итальянско-еврейский раввин-талмудист и летописец, автор труда «Цепь традиции» («Schalschelet ha-Kabbalah»).

## Биография
Сын Иосифа бен-Давида, экзегета и философа из Флоренции (1494—1539). Обучался в феррарском иешиботе под руководством Якова Финци и Авраама и Израиля из Ровиго. В 1549 г. поселился в Ровиго, где оставался до 1562 г., когда в Италии стали жечь Талмуд. Затем переселился в Кодиниолу и три года спустя в Салоники, откуда вернулся в 1567 году на родину. Изгнанный вместе с другими евреями папой Пием V и потеряв 10 000 дукатов, он отправился в Пезаро, а позже во Флоренцию, где оставался до 1575 г. В течение последующих восьми лет вёл скитальческий образ жизни, пока наконец не поселился в Александрии.

## Труды
Главное сочинение — «Sefer „Schalschelet ha-Kabbalah“» («Книга „Цепь традиции“»), над которой он работал свыше 40 лет. Содержание книги:
- 1) история и генеалогия евреев, начиная от Моисея до эпохи Моисея Норци[2] (1587);
- 2) рассуждение о небесных телах, сотворении души, чародействе и разных злых духах;
- 3) история народов, среди которых жили евреи, и описание несчастной судьбы единоверцев автора вплоть до его эпохи.

Автор включил сюда много устных преданий, которые собрал частью на своей родине, частью в Салониках и Александрии, и зачастую не отличая правду от вымысла. Недостаток критического отношения к источникам и ненадежность сообщений дали повод Дельмедиго назвать его книгу «Schalschelet ha-Schekarim» (Цепь лжи). Новейшие авторы относились более снисходительно, Губернатис (Materiaux pour servir а l’histoire des études orientales en Italie, 1876, 57) называл книгу «важным и интересным трудом», не требуя особой осторожности при её пользовании. Лёб (Loeb) указывал на то, что в своих сообщениях «Schalschelet» — более точный источник, чем многие предполагали. Книга издавалась в Венеции (1587), Кракове (1596), Амстердаме (1697), Жолкиеве (1802), Полонном (1814), Львове (1862) и Варшаве (1877).
Гедалья ибн-Яхья составил ещё 21 сочинение; список их помещён в конце «Schalschelet» и упоминается также в «Ozar ha-Sefarim» Бенякоба.